# احتياطي النفط الإستراتيجي

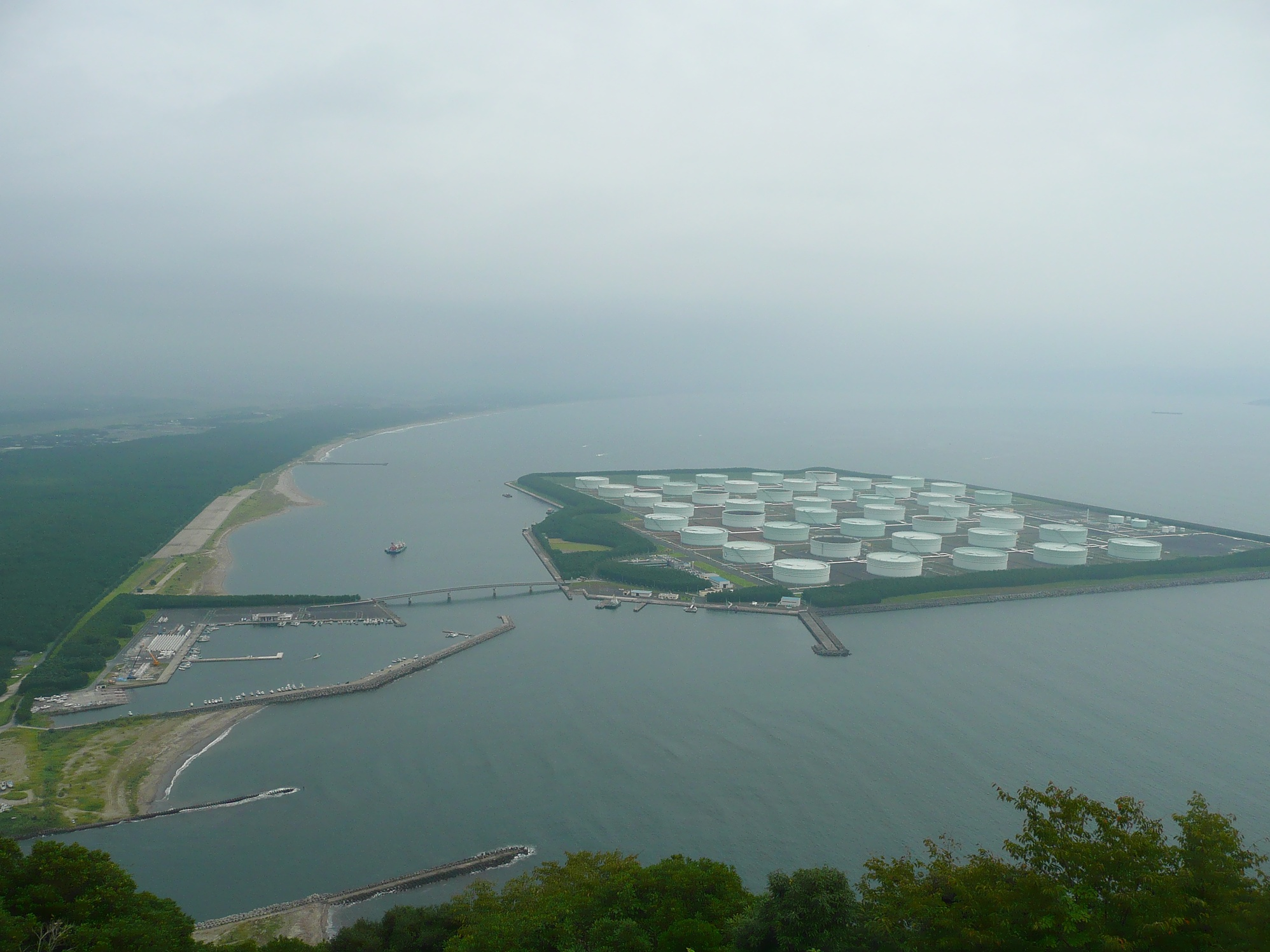

احتياطي النفط الإستراتيجي هو عبارة عن كميات كبيرة من مخزونات النفط تكفي احتياجات البلاد المستهلكة للنفط ومشتقاته لفترة من 30 الي 90 يوما في حالة تعرض الامدادات لانقطاع لسبب من الأسباب.

## التاريخ
يعتبر السبب الرئيسي وراء تأسيس هذا الاحتياطي في الدول المستهلكة إلى عام 1973 حيث تعرضت امدادات النفط القادمة من الشرق الأوسط وبالتحديد منطقة الخليج الي تقلبات حادة نتيجة تضامن الدول العربية المنتجة للنفط مع الدول العربية المحاربة لإسرائيل (مصر وسوريا).
وفي عام 1975 سن الكونغرس الأمريكي تشريعا يلزم الحكومة الفيدرالية بإنشاء مواقع لتخزين كميات من الخام كافية لتأمين الطلب عليه في حالة تعرض الامدادات لاي نوع من المخاطر الحادة.
بالإضافة للمخزونات الفيدرالية تقوم الشركات العاملة في مجال الطاقة بتخزين كميات خاصة بها توازي في مجملها كميات المخزون الفيدرالي.
وتكفي الاحتياطات الحالية في الولايات المتحدة سواء الحكومية أو الخاصة فترة تصل إلى 10 سنوات.

## الاستهلاك عام 2011 وتوقعات المستقبل
يستهلك العالم 85 مليون برميل نفط يوميا، تستهلك منها الولايات المتحدة وحدها نحو 21%. أي أن 4% من سكان العالم يستهلكون نحو 25% من الإنتاج العالمي للبترول. وتستهلك حركة المرور والمواصلات في الولايات المتحدة النصيب الأكبر من تلك الكمية، وتستهلك الصناعة والتجارة والاستهلاك المنزلي 30% منها.
وطبقا لإحصائيات هيئة EWG العالمية أن إنتاج البترول العالمي قد وصل ذروته خلال الاعوام بين 2008 و2011 وأنه سوف يقل تدريجيا في المستقبل طبقا لنظرية هوبرت فيختلف الاحتياج للبترول في العالم بشكل كبير عن معدل الإنتاج. وتقول الإحصائية أن احتياج العالم للبترول عام 2020 سيكون 100 مليون برميل في اليوم بينما لن يزيد الإنتاج عن نحو 60 مليون برميل يوميا. فمن المنتظر أن يرتفع سعر البترول مستقبلا. كما تتنبأ أحصائيات EWG أن إنتاج البترول سيظل ينخفض حتى يصبح الإنتاج العالمي نحو 44 مليون برميل يوميا في حين أن الاستهلاك سوف يزيد إلى نحو 115 مليون برميل يوميًا.